# Ernst Bulova
Ernst Bulova, auch Bulowa, (* 24. Juni 1902 in Wien; † 11. Januar 2001 in New Milford (Connecticut)) war ein deutschamerikanischer Pädagoge. Er war Pionier der Montessoripädagogik im Berlin der Weimarer Zeit, blieb diesem pädagogischen Konzept während seiner ersten Emigrationsjahre in Großbritannien treu und baute, von dessen Ideen weiterhin inspiriert, ein Jugendcamp in den USA auf, das eng mit progressiven amerikanischen Privatschulen kooperierte. Die Beltane School in Wimbledon, an der Ernst Bulova von 1934 bis 1940 arbeitete, ist eine der zwanzig von Hildegard Feidel-Mertz erstmals wissenschaftlich untersuchten Schulen im Exil.

## Privatleben
Seine Frau Ilse wurde als Ilse Simachowitz am 7. Januar 1903 im heutigen Hynčice (Heinzendorf) im Okres Náchod (Bezirk Nachod) in Tschechien geboren, das damals noch zu Österreich-Ungarn gehörte, weshalb sie auch, wie ihr späterer Ehemann, die österreichische Staatsbürgerschaft besaß. Als Ilse Bulova ist sie am 16. Oktober 1987 ebenfalls in New Milford gestorben. Über ihre Jugend und Ausbildung ist nichts bekannt, doch wurde unter ihrer Leitung am 2. Mai 1924 in Berlin-Wedding das zweite Berliner Montessori-Kinderhaus eröffnet. Immerhin gibt es über dieses „Volkskinderhaus am Leopoldplatz“, das 1933 geschlossen werden musste, eine kurze Darstellung, in der auch auf das Wirken von Ilse Simachowitz eingegangen wird. 1990 spricht Feidel-Mertz von ihr und ihrem späteren Ehemann als „von den ehemaligen Leitern der Montessori Schule in Berlin-Dahlem“, was falsch war, da dies nur auf Ernst Bulova zutraf. Hermann Schnorbach revidierte das 2012 insofern, als er Ernst Bulova zum Leiter der „Montessori-Versuchsschule in Berlin-Dahlem“ erklärte, während seine Frau „für die Berliner Montessori-Kinderhäuser zuständig“ gewesen sei. Eine Quelle für all diese Aussagen wird nicht genannt.
Wann Ilse Simachowitz und Ernst Bulova geheiratet haben, ist nicht bekannt, jedoch, dass sie 1933 gemeinsam nach Großbritannien emigriert sind.

## Ernst Bulovas Leben vor der Emigration nach Großbritannien
Ernst Bulovas Vater war ein Anwalt in Wien und verwandt mit der Familie Bulova, aus der der Gründer des Bulova-Uhrenimperiums hervorgegangen ist. Diese verwandtschaftlichen Beziehungen waren auch für Ernst Bulova nützlich, wie unten noch zu zeigen sein wird.
Ernst Bulova studierte Verhaltenswissenschaft („behavioral sciences“) in Wien, wechselte an eine Lehrerausbildungseinrichtung in Hamburg und legte eine erste akademische Abschlussprüfung („finished his undergraduate work“) in Berlin ab. Während seiner Zeit in Berlin besuchte er einen Kurs über die Montessori-Methode an einem eigenen Institut („at a separate institute“). Vermutlich handelte es sich dabei um einen der von Clara Grunwald initiierten „Montessori-Lehrgänge“ unter dem Dach der Deutschen Montessori-Gesellschaft. 1928 wurde Ernst Bulova Direktor der Montessori-Versuchsschule in Berlin-Dahlem. Das blieb er bis 1933, dem Jahr seiner Emigration nach Großbritannien.
In seiner Berliner Zeit schrieb Ernst Bulova auch Hörspiele, von denen 25 ausgestrahlt worden sein sollen. Außerdem veröffentlichte er Bücher unter dem Pseudonym Dr. Überall oder Dr. Everywhere. Eines heißt Reisen mit Dr. Überall und wurde in mehrere Sprachen übersetzt (siehe Werke). Feidel-Mertz, die auf das Buch von einem ehemaligen Schüler Ernst Bulovas an der Dahlemer Versuchsschule aufmerksam gemacht wurde, vermutet, dass es auf den Rundfunkvorträgen Bulovas basiere.
1933 wurde Ernst Bulova wegen früherer politischer Betätigungen im linken politischen Spektrum von der Gestapo verhaftet. Aufgrund seiner österreichischen Staatsbürgerschaft wurde er nach einem kurzen Gefängnisaufenthalt freigelassen. Er floh nach England und wurde Co-Direktor der Beltane School in Wimbledon, wo er einige seiner ehemaligen Studenten aus Berlin wiedergetroffen haben soll.

## Beltane School, Wimbledon
Es gibt keine belastbaren Quellen darüber, wie und weshalb Ernst Bulova an die Beltane School gekommen ist. Feidel-Mertz spricht davon, dass diese Schule von „Ernst und Ilse Bulova […] mit Prof. Tomlinson von der University of Southampton 1934 ins Leben gerufen“ worden sei. Quellen hierfür benennt sie nicht, wodurch auch unklar bleibt, wie der Kontakt zwischen Bulova und Tomlinson zustande kam. Auch zur Person Tomlinson macht sie keine weiteren Angaben, und alle Versuche, ihn im Internet ausfindig zu machen, landen fast ausnahmslos bei einer einzigen Veröffentlichung: Andrew Tomlinson und seine Frau Joan waren 1929 die Übersetzer eines Buchs von Jean Piaget: The child's conception of the world.

Die Quellenlage zur Beltane School ist, sieht man von Feidel-Mertzs eigenem kurzen Text ab, sehr dürftig. Ihre einzige Quelle scheint ein Brief von Ulrich K. Goldsmith vom Mai 1983 gewesen zu sein. Goldsmith, der bereits seit 1932 als Austauschstudent in London lebte, war von 1934 an als Sprachlehrer für Latein, Deutsch und Englisch an der Beltane School in Wimbledon tätig. Er wurde im Juni 1940 als Enemy Alien interniert und einen Monat später nach Kanada deportiert. Aus diesem Brief von Goldsmith zitierend, schreibt Feidel-Mertz, die Bulovas hätten „30 deutsche und österreichische Emigrantenkinder verschiedensten Alters nach England [gebracht] und mit einer gleichen Anzahl englischer Kinder zweisprachig und ‚ziemlich permissiv‘ erzogen und unterrichtet“. Woher ihre weiteren Aussagen über die Schule stammen, muss offenbleiben.

„Die dort praktizierte Montessori-Pädagogik stellte für das englische Schulwesen eine Innovation dar. Die Schule wurde koedukativ geführt. Jeder Lehrer war für eine
Gruppe von sieben Schülern verantwortlich, die er zu unterrichten und deren Fortschritte und Schwierigkeiten er mit ihnen zu besprechen hatte, was einen „universalen“ Typ des Pädagogen voraussetzte. Entsprechend den Grundsätzen der Montessori-Pädagogik war die Umgebung der Kinder so gestaltet, daß sie zum Lernen anregte. Es wurde sowohl auf
akademische Standards vorbereitet wie durch Werkstätten, Laboratorien, Musikräume eine vielseitige Ausbildung vermittelt. Der Lehrkörper war relativ groß im Verhältnis zur Schülerzahl. 1937 kamen 23 Lehrkräfte auf 200 Schüler. Es gab einen hohen Anteil von ausländischen Kindern in der Schule, die mehrere Nationalitäten repräsentierten. Es wurde besonderer Wert auf die Mitarbeit der Eltern gelegt. Die Kinder entwickelten eigene Organisationsformen und lernten dabei viel über die Probleme, die sich im Zusammenleben einer Gemeinschaft ergeben. Die Regeln der Schülerselbstverwaltung waren von den Schülern zu erarbeiten und durchzusetzen.“

Des Weiteren erwähnt Feidel-Mertz das großzügige Schulgelände in ländlicher Umgebung. Das mutet aus heutiger Sicht reichlich grotesk an, denn in der direkten Umgebung des ehemaligen Schulgeländes befand sich schon seit 1922 das für 14.000 Zuschauer ausgelegte „Mekka des Tennissports“. Nach Feidel-Mertz aber bot die ländliche und dennoch verkehrsgünstige Lage nahe London die Möglichkeit, die Schule hauptsächlich als Tagesschule zu führen. Sie habe aber auch Raum geboten für 60 Internatsschüler.
Ernst Bulova, dessen Rolle an der Schule aus all dem nicht richtig klar wird, hat während dieser Zeit in Wimbledon seine eigene akademische Ausbildung vollendet. An der Universität Wien, an die er von England aus regelmäßig zu Konferenzen und Forschungsaufenthalten zurückkehrte, wurde er 1936 in Psychologie und Erziehungswissenschaft promoviert.
Nach dem Ausbruch des Zweiten Weltkriegs wurden Ernst Bulova und seine Frau Ilse, obwohl sie beide österreichischer Nationalität waren, in einem Lager interniert. Dies war offenbar der Auslöser für beide, 1940 England zu verlassen und in die USA zu übersiedeln. Unterstützt wurden sie dabei von ihren amerikanischen Verwandten, den Eigentümern der „Bulova Watch Company“.

### Von der Montessori-Schule zum Verhörzentrum
Die Gründe für die Übersiedelung der Bulovas in die USA sind nicht bekannt, und ebenso wenig die Gründe für die Schließung der Schule. Für Feidel-Mertz waren sie „kriegsbedingt“, doch fehlt jegliche Erläuterung hierzu. Möglicherweise waren die Gründe auch finanzieller Natur, denn an der Queensmere Road in Wimbledon war ein ziemlich großes Gebäude auf einem großzügigen Anwesen zu unterhalten. Hinweise darauf gibt es, dass bereits 1936 mit Mitteln aus einem externen Darlehensfond gearbeitet wurde, an dem unter anderem George Bernhard Shaw, Sir Walter Layton und Cecil Lewis beteiligt waren. Dokumente, die dies nahelegen, befinden sich im Bestand der British Library of Political and Economic Science.
In einem Artikel im The Independent vom 30. Oktober 2003 über Nicholas Hammer, einen aus Ungarn stammenden Zeugen der NS-Barbarei und Holocaust-Überlebenden, wird berichtet, wie dieser nach seiner Befreiung aus dem KZ Dachau mit falscher Identität nach England kam. Nachdem seine wahre Identität geklärt war, wurde er als ausländischer Internierter unter Schutz gestellt und in der Beltane School untergebracht. Allerdings waren unter seinen dortigen Mitinsassen auch eine Anzahl internierter Nazis, darunter Otto Dietrich, Hitlers ehemaliger Pressechef.
Den eigentlichen Zweck dieser Nazi-Internierungen beleuchtet ein Artikel im Newsletter der „The Wimbledon Society“ vom Juni 2012. Nach diesem Bericht waren in der Beltane School bis zu 250 deutsche Wissenschaftler und Technologieexperten interniert, die 1945 und 1946 aus Deutschland nach England gebracht worden waren. Die Idee dahinter war, von ihnen Informationen und Fachwissen abzuschöpfen über Bereiche, in denen Deutschland gegenüber Großbritannien führend war. Über die Ergebnisse der Befragungen wurden Berichte veröffentlicht, durch die die britische Industrie mit Informationen versorgt werden konnte. Das Lager hatte bis zu 44 Mitarbeiter. Es wurde 1947 nach Hampstead verlegt, weil das Haus für ein College zur Lehrerausbildung benötigt wurde. Nachdem dieses College geschlossen worden war, wurde das Anwesen 1998 als „Royal Close“ ausgewiesen.
Die Anzahl von 44 Mitarbeitern wird auch in einer Antwort auf eine Anfrage eines Unterhausabgeordneten vom 17. Dezember 1946 bestätigt. Die Anfrage des Abgeordneten offenbart allerdings auch, dass das Internierungslager Beltane School ein sehr offenes Haus gewesen sein muss, eher Pension als Lager: Es ist von Gästen die Rede, die zudem, von einigen Ausnahmen abgesehen, die Möglichkeit hatten, sich tagsüber frei in London zu bewegen. Dass hinter dieser offenen Atmosphäre vermutlich aber eine ausgefeilte Strategie des britischen Geheimdienstes gestanden hat, um die Internierten in Sorglosigkeit zu wiegen, macht ein Radio-Feature des Hessischen Rundfunks deutlich, das sich mit der vergleichbaren Situation in Trent Park befasste, wo deutsche Generäle interniert waren.

## Buck’s Rock Work Camp
Die Gründe für die Übersiedelung der Bulovas in die USA liegen im Dunkeln, sie sei aber mit Unterstützung der Bulova-Verwandtschaft erfolgt. Folgt man der englischen Wikipedia-Seite, dann sei der ursprüngliche Plan gewesen, in den USA einen Zufluchtsort für vom Krieg bedrohte Kinder aus England zu schaffen. Dieser Plan sei aber während oder kurz nach der Überfahrt aufgegeben worden, weil er Ernst und Ilse Bulovas als zu tückisch („treacherous“) erschienen sei. Ob damit die Gefahren einer Atlantiküberquerung angesichts der vielen deutschen U-Boot-Angriffe gemeint sein sollen, muss offenbleiben.
Das Gelände für das nicht mehr weiterverfolgte Camp für englische Flüchtlingskinder war bereits das, auf dem dann das Buck’s Rock Work Camp entstand. Der Name selber war für viele Mythen gut, weil er das Vorhandensein eines Felsens suggerierte, den es so aber nie gegeben hatte. Bulovas Sohn Stephen vermutete, dass es sich um das insgesamt sehr felsige Land eines Mannes, gehandelt habe, der Buck hieß. Das Gelände umfasste ca. 125 Acre bewaldetes Land und lag ca. 85 Meilen nördlich von New York City auf dem Gebiet von New Milford (Connecticut). Für den Ankauf konnte Bulova auf die Unterstützung seiner wohlhabenden Verwandtschaft zurückgreifen.
Die wohlhabende Verwandtschaft war es auch, die Ernst Buzlova Kontakte zu zwei bekannten progressiven Schulen der damaligen Zeit herstellten, zur Dalton School und zur Walden School. Er hatte die Möglichkeit an beiden Schulen Lehrer zu werden, unterrichtete aber nur an der Walden School. Schülerinnen und Schüler aus diesen beiden Schulen waren später die ersten Gäste im Camp. Wann es dort losging, ist über die Aussage „in den frühen 1940er Jahren“ hinaus, nicht sicher bekannt. In einem Interview mit Pete Seeger über dessen Begegnungen mit Buck’s Rock wird von dem Interviewer behauptet, die Gründung sei 1943 erfolgt. Auf der Webseite der „Friends of Buck's Rock“ heißt es, das Camp arbeite seit 1942.
Seit den Anfangsjahren war die Camp-Philosophie geprägt von Maria Montessoris Lehren und ihrem Credo, dass Arbeit sowohl Spiel als auch eine reiche Lernerfahrung sein könnte. Während andere Jugendcamps zu der Zeit meist einen für die Jugendlichen stark reglementierte Lageralltag vorgaben, wurden sie in Buck’s Rock angehalten, ihre Zeit selbständig zu planen. Aktivitäten wurden angeboten, aber die Teilnahme an ihnen blieb freiwillig. In den frühen Camp-Jahren hatten die Jugendlichen zudem die Chance, durch eigene Arbeit Geld zu verdienen. Zum Beispiel verlieh das Camp Jugendlichen Geld für den Ankauf von Kälbern und Ferkeln. Sie pflegten und mästeten sie, und wenn die Tiere dann verkauft wurden, erhielten sie einen Anteil am Verkaufserlös entsprechend dem von ihnen investierten Aufwand. In den Anfangsjahren war es auch noch üblich, dass die Kinder auf benachbarten Farmbetrieben arbeiteten, um den Kriegsmangel zu mildern. Schüler übernahmen es auch, auf dem Campgelände Gräben auszuheben, Fahrzeuge zu warten und Traktoren zu fahren. Und selbstverständlich gehörte auch die Übernahme von Haushaltungsarbeiten zum Programm.
Nach dem Ende des Zweiten Weltkrieges begann dann das, was das Camp über Jahrzehnte hinweg berühmt gemacht hat: die kreativen und künstlerischen Programme für und durch die Camp-Gäste. Jede künstlerische Arbeit, Schreiben, Musik und Theater wurde gefördert, und für Ernst Bulova stand immer der Aspekt des Machens im Vordergrund, nie das Ergebnis. Arbeit sollte Sinn machen. Vor diesem Hintergrund ist es dann auch nicht verwunderlich, dass zu den ehemaligen Besuchern des Camps viele in den USA bekannte Künstler zählen.
Einen besonderen Auftrieb erhielt das Camp in den 1960er und 1970er Jahren. Ernst Bulova, der selbst der linken und sozialistischen Politik nahestand, konnte Tausende von Jugendlichen für das Camp gewinnen, die selber aus einem linksgerichteten New Yorker Milieu stammten. Bulovas Zielgruppe waren kreative, nonkonformistische Kinder. Und wohl ab dieser Zeit galt für das Camp das, was die New York Times so beschreibt: „But its spirit owed as much to Pete Seeger and Bob Dylan as to Montessori.“ Pete Seeger hielt sich in den 1950er Jahren und Anfang der 1960er mehrfach in Buck’s Rock auf. Stephen Bulova erinnerte sich daran, wie Pete Seeger mit einer Axt Holz hackte und dazu If I Had a Hammer sang. Ein regelmäßiger emotionaler Höhepunkt in der damaligen Zeit war die jährliche Hiroshima-Nacht, bei der sich die Camper versammelten, um dem Abwurf der ersten Atombombe zu gedenken. Und zu Ernst Bulovas Angewohnheiten habe es gehört, Fragen mit einem Bob-Dylan-Zitat zu antworten: „The answer is blowin’ in the wind.“
Die 1970er Jahre brachten zwei Einschnitte: einen Namens- und eine Besitzerwechsel. Aus dem Buck’s Rock Work Camp wurde das Buck’s Rock Creative Camp, bevor das Camp 1974 an eine Gruppe von drei Familien verkauft wurde. Die Käufer hatten zuvor Erfahrungen als Berater in den Camps gesammelt und waren somit mit dessen Philosophie und Praxis bestens vertraut. Unter den Käufern waren auch die Eltern von Laura Morris, die dann 1996 zusammen mit ihrem Mann das Camp übernahm (siehe unten). Auch nach dem Verkauf blieben die Bulovas auf dem Campgelände wohnen.
Das Camp erfuhr in den 1970er Jahren auch eine literarische Würdigung. Unter dem Namen Break Neck Work Camp wird es in dem Roman Angst vorm Fliegen von Erica Jong erwähnt. Jongs Tochter Molly Jong-Fast erinnerte sich, dass ihre Mutter das Camp immer beschrieben habe „like a big socialist summer camp, a big Jewish liberal Upper West Side camp“.
Ilse Bulova, die sich ebenso wie ihr Mann intensiv in das Lager eingebracht hatte, starb 1987. Ernst Bulova heiratete 1990 Hertha Schleich (sie starb 1998) und behielt sein Haus auf dem Grundstück bei. Jeden Sommer kehrte er hierher aus den verschiedensten europäischen Orten zurück, in denen er den Rest des Jahres verbracht hatte.
1996 wurde das Camp an das Ehepaar Mickey and Laura Morris verkauft, die es bis 2016 unter dem Namen Buck’s Rock Performing & Creative Arts Camp betrieben. Laura Morris, deren Eltern zu den früheren Besitzern des Camps gehört hatten, wuchs in Buck's Rock auf, zunächst als Camp-Besucherin, dann als Beraterin. Ihre Entscheidung, Buck’s Rock zu übernehmen, war weitgehend motiviert durch den Wunsch, die eigenen positiven Erfahrung mit dem Camp für ihre 3 Kinder und für die Kinder anderer Ehemaliger zu bewahren.

Unter dem Namen Buck’s Rock Performing & Creative Arts Camp wird das Camp auch von den Nachfolgern der Familie Morris, Noah und Smadar Salzman, weiterbetrieben. Und wiederum bleibt das Camp „in der Familie“: Auch Noah Salzman ist das Camp aus eigener Erfahrung bestens vertraut.

„1981 entdeckte ich meine Leidenschaft in Buck's Rock. Es war die Glasbläserei. Sicher, ich habe auch andere Dinge gemacht, Holzbearbeitung, Schmuck gestalten und Softball spielen, aber es war das Glasblasen, das meine Phantasie gefangen nahm. Ich wusste nicht, dass mein erster Sommer in Buck's Rock mein ganzes Leben gestalten würde. Es eröffnete Möglichkeiten, mit Glas-Superstars wie Dale Chihuly zu arbeiten und führte mich an die RISD. Buck's Rock gab mir auch das Vertrauen, meinen Instinkten zu vertrauen, was mich dazu veranlasste, eine weitere Leidenschaft zu verfolgen. Ich war ein Lehrer, ein Schulleiter, und jetzt habe ich eine Bildungsberatung. Was wirklich erstaunlich ist, ist, dass meine Geschichte nicht einzigartig ist. Es gibt seit 75 Jahren junge Erwachsene, die nach Buck's Rock gingen und danach weitermachten, ihre Leidenschaften zu verfolgen.“

Im Jahr 2001 war der Tod von Ernst Bulova Anlass für viele Ehemalige, den Verein „Friends of Buck’s Rock“ zu gründen. Dies ist eine Non-Profit-Organisation, die sich darum kümmert, dass auch Kinder aus ärmeren Familien über ein Stipendium das Camp besuchen können. 40 Familien konnten auf diese Weise jährlich unterstützt werden. Dieser Verein verweist auf die Crux von Einrichtungen wie Buck’s Rock: Sie bieten linke, progressive Erziehungsmodelle für Leute, die sich das für sich und ihre Kinder leisten können. Für 2017 kostet der günstigste zweiwöchentliche Campaufenthalt 3.790 Dollar, der zweimonatige Aufenthalt 10.990 Dollar je Kind oder Jugendlicher. Trotzdem besuchen im Laufe einer Saison etwa 500 Kinder und Jugendliche das Camp.

## Werke
- Elisabeth Reichenbach ; Ernst Bulowa: Erziehung zur Gegenwart : Berichte aus Montessori-Schule und -Kinderhaus von Kindern, Eltern u. Lehrern. Hrsg. im Auftr. d. Dt. Montessori-Gesellschaft. Jena: Zwing,  1932
- Reisen mit Dr. Überall, Williams & Co., 1.–6. Aufl., Berlin-Grunewald, 1932. (252 Seiten mit farbigen Illustrationen. Inhaltsverzeichnis, bei DNB). 
  - 300000 Kilometer pro Sekunde mit Doktor Überall. Zeichnungen: Lito. Fotomontagen: Elfriede Liebthal, Rudolf Wilke. Berlin-Grunewald: Williams, 1932, 1933
  - Reizen met Dr. Overal, Gebr. Kluitman, Alkmaar, 1934.
  - Najciekawsza podróż z dr. Wszędobylskim, nakładem „Mathesis Polska“, Warszawa, 1935.
  - Berkeliling dengan Dr. Pengembara (Unterwegs mit Dr. Wanderer), Noordhoff-Kolff, Djakarta, 1952.
  - Teknikkens Vidunderland: forklaret for Ungdommen (Technisches Wunderland: für die Jugend erklärt), Forlagskompagniet, Kopenhagen, 1933.